# Bazancourt (Marna)
Bazancourt – miejscowość i gmina we Francji, w regionie Grand Est, w departamencie Marna.
Według danych na rok 1990 gminę zamieszkiwało 1877 osób, a gęstość zaludnienia wynosiła 161 osób/km².